# Битка при Телиш
Битка при Телиш е действие на руското командване за прекъсване на комуникационната и снабдителната линия на Западната османска армия и затваряне на блокадния пръстен около Плевен по време на Руско-турската война (1877 – 1878).

## Предистория
Още в началото на октомври 1877 г. Плевенският османски гарнизон пристъпва към построяване на силни укрепени редути с цел да задържи пътя за София. През 10 км един от друг са построени укрепления при моста на река Вит и при селата Долни Дъбник, Горни Дъбник и Телиш. В тях са изпратени силни гарнизони от армията на Осман паша. Задачата е да се охраняват изпращаните транспорти с храни и боеприпаси до съседния пункт.

## Руският план
В началото на октомври 1877 г. генерал-лейтенант Йосиф Гурко е назначен за началник не само на конницата, но и на всички пехотни части западно от река Вит. На 11 октомври Гвардейския корпус се съсредоточава в селата Бъркач и Ралево, със задачата да прекъсне снабдителните линии на Осман паша. За изпълнението на задачата генерал-лейтенант Йосиф Гурко решава първо да превземе село Горни Дъбник, на което турците придават най-голямо значение. Отчита и близостта на съседните гарнизони при селата Долни Дъбник и Телиш. За отвличане на вниманието на противника са предвидени да демонстрират други отряди. Предвидено е в деня на атаката да се извърши усилена артилерийска бомбардировка на Плевен.
На 11 октомври е проведена рекогносцировка на укреплението при село Телиш. Събраните сведения са крайно недостатъчни за правилното планиране на боя. Не са известни силите на противника, неговото разположение, свойствата на укрепленията и на местността, в която ще се наложи да се действува. Затова и атакуващите полкове не получават никаква диспозиция и указания за предстоящия бой. Основната задача е да съдействат на основния удар срещу село Горни Дъбник. Според устните указания, дадени на полковник Челищев от генералите Гурко и Раух, в Телиш ще бъдат атакувани слаби позиции, защитавани от няколко роти. След тяхното овладяване, е предвидено отрядът да се окопае срещу Радомирци, където се предполага, че е дислоцирана армията на Шефкет паша.
Като цяло генерал-лейтенант Йосиф Гурко смята задачата за лесна и придава сапьори, с чиято помощ отрядът да се окопае срещу Радомирци. Подвеждащата информация от рекогносцировката и дадените въз основа на това заповеди са основните причини за предстоящата трагедия.

## Съотношение на силите

### Турски войски
При село Телиш е изграден укрепен пункт от два редута (Голям и Малък), с изнесени напред ложементи. Целта е да се удържи пътят към София, по който се извършва снабдяването с боеприпаси и храна. Големият редут е разделен от шосето София – Плевен на две части. Западно от него е разположен Малкият редут.
В навечерието на боя противниковият гарнизон с командир Измаил Хаки паша, наброява около 4200 офицери и войници от 7 табора, 7 ескадрона, 1300 башибозуци и 6 оръдия.

### Руски войски
Отрядът предвиден да демонстрира пред село Телиш с командир полковник Алексей Челищев, включва:
- Лейбгвардейски егерски полк
- Лейбгвардейски драгунски полк
- Лейбгвардейски хусарски полк
- Лейбгвардейски сапьорен батальон
- Артилерийски части

Общо 4 пехотни батальона, 16 ескадрона кавалерия и 20 оръдия.

## Ход на битката

### Първи бой на 12 октомври 1877 г.
Отрядите се съсредоточават на 12 октомври в местността Свинарски дол и започват настъплението около 8 часа. Лейбгвардейският драгунски полк има задача да подсигури атаката откъм село Радомирци, като следи за придвижване на вражески сили от това направление. Лейбгвардейският хусарски полк подсигурява излизането на лейбгвардейския Егерския полк за главния удар. Два от неговите батальони напредват и овладяват предните ложементи. В движение е атакуван Главният редут, но атаката е спряна на 50 крачки от бруствера и е прекратена към 14:00 часа. Под прикритието на двата конни полка започва постепенно отстъпление към изходните позиции.
Резултатът е неуспешен за руските войски, като стотици са убити и ранени. Въпреки загубите, атаката постига поставената тактическа задача. Телишкият османски гарнизон не е в състояние да окаже помощ на село Горни Дъбник, който се предава през нощта. Полковник Алексей Челишчев многократно е обвиняван за слабото разузнаване и не се ограничава с демонстрация. Всъщност се оказва, че позицията при село Телиш е по-силно укрепена от тази при село Горни Дъбник, но е атакувана от по-малобройни пехотни части.

### Втори бой на 16 октомври 1877 г.
За затвърждаване на успеха при село Горни Дъбник, чийто гарнизон се предава на 12 октомври, е необходимо разгромяване на гарнизона при село Телиш. Повторната атака е определена за 16 октомври и по настояване на император Александър II е организирана като артилерийска с цел избягване на нови жертви и подпомагане на основния удар.
Седемдесет и две оръдия заемат позиции в 12 часа във формата на полукръг около гарнизона на село Телиш и откриват яростен огън. В 14 часа огънят е прекратен и генерал-лейтенант Йосиф Гурко изпраща петима турски пленници от село Горни Дъбник при Хаки паша с писмо, което гласи:
| „     | Вие сте обкръжени от всички страни от руски войски. Срещу вас са насочени 100 оръдия и ще унищожат окопите ви заедно с гарнизона ви. За да се избегне безполезното проливане на кръв, предлагам ви да сложите оръжие. | “ |
| [ 5 ] | |   |

Предложението е прието и се предават 150 офицери и 3700 войници с 4 оръдия. Така втората атака е само с 2 убити и 15 ранени войници. Турските загуби са 157 убити офицери и войници. Башибозуците и черкезите успяват да се оттеглят.

## Резултати
С превземането на село Телиш окончателно се прекъсва комуникационната и снабдителна линия на армията на Осман паша и се затваря плътната блокада около Плевен. Освобождават се армейски части за настъпление към село Ябланица. Силният гарнизон на Шефкет паша е принуден да напусне село Радомирци и се оттегля към Орхание, а гарнизонът на село Долни Дъбник под командването на Вели паша, след като се държи до 31 октомври, е изтеглен от Осман паша в Плевен. На 2 ноември русите влизат без бой в село Долни Дъбник. Дните на Осман паша в Плевен са преброени. На него не му остава нищо друго, освен да се предаде или да опита да пробие блокадата с цената на много жертви.

## Турски зверства
По време на първия бой, когато войниците от лейбгвардейския Егерски полк лежат на няколко крачки от вражеските окопи, турците неколкократно вдигат привидно бяло знаме. Руските войници наивно се изправят от прикритията си и са разстрелвани от упор.
На другия ден след предаването на османския гарнизон, в Телиш пристигат команди от лейбгвардейския Егерски полк със задачата да приберат телата на убитите си другари. Намират ги наредени в редици около самия редут и леко засипани с пръст. Обискирано е цялото село Телиш, но не е открит нито един жив или ранен пленник. За ужасните сцени, които те откриват около редута, говори съставеният на място протокол:
| „ | ...всички трупове са обрани до голо, свалени са дори металическите кръстове, много от труповете са обезобразени..., мнозина, които по време на боя не са били смъртоносно ранени, след това са били изтезавани и доизсичани, тъй че мнозина бяха с прерязани гърла или са им били нанасяни до десетина удари със саби. Всички, които са имали галуни и саби, са били взети от турците за началници и са получили по-големи изтезания – на главите им са изрязвали кръст и ремъци вместо галуни. | “ |

Тези ужаси са потвърдени от пленени при село Телиш английски лекари, един от които д-р Мекеллер, ординатор на болница „Свети Тома“ в Лондон, отказва дори да служи в турската армия и се връща в Англия. Кореспондент на вестник „Таймс“ пише: „...самите турци не отричат тези зверства и не мислят да се оправдават за тях“. Руският художник Василий Верещагин, който лично участва в боевете, предава смразяващата действителност след атаката на 24 октомври 1877 г. в картината си „Победители“. По думите на пленения Измаил Хаки паша, зверствата при село Телиш са извършени от башибозуците, а не от турските войници.

## Награди
За делото на 12 октомври от лейбгвардейския Егерски полк награди получават:
- полковник Алексей Челищев и полковник Людовиг Савицкий – орден „Свети Георги“ IV степен;
- полковник Владимир Нотбек – златно оръжие „За храброст“;
- Наградени са 51 офицери с: орден „Свети Владимир“ IV степен, орден „Света Анна“ II и III степен с мечове и орден „Свети Станислав“ с мечове II и III степен с мечове;
- За отличие са наградени 59 нисши чина с Георгиевски кръст „За храброст“ IV степен.

## Загуби

### Руски загуби
| подразделение                                            | убити   | убити        | ранени  | ранени       | общо    | общо         |
| -------------------------------------------------------- | ------- | ------------ | ------- | ------------ | ------- | ------------ |
|                                                          | офицери | нисши чинове | офицери | нисши чинове | офицери | нисши чинове |
| Лейбгвардейски егерски полк                              | 8       | 427          | 19      | 458          | 27      | 885          |
| Лейбгвардейски драгунски полк                            | 1       | -            | -       | -            | 1       | -            |
| Лейбгвардейски хусарски полк                             | -       | 1            | -       | 10           | -       | 11           |
| 3-та батарея от 1-ва лейбгвардейска артилерийска бригада | -       | -            | -       | 9            | -       | 9            |
| 5-а батарея от Гвардейска конно-артилерийска бригада     | -       | -            | -       | 3            | -       | 3            |
| ОБЩО                                                     | 9       | 428          | 19      | 480          | 28      | 908          |

Лейбгвардейският Егерски полк атакува в състав 48 офицери и 2100 нисши чина и загубите му са изчислени на 57% от офицерския и 42% от войнишкия състав.
Турските загуби остават неизвестни, но се смята че са около 200 офицери и войници.

### Списък на загиналите офицери
| № | чин                           | имена                              | убит                        | допълнителни данни                             |
|   | лейбгвардейски Егерски полк   | лейбгвардейски Егерски полк        | лейбгвардейски Егерски полк | лейбгвардейски Егерски полк                    |
| - | ----------------------------- | ---------------------------------- | --------------------------- | ---------------------------------------------- |
| 1 | полковник                     | Отон Карлович Мебес                | убит                        | командир на 1-ви батальон, препогребан в Русия |
| 2 | капитан                       | Павел Николаевич Базилевский 2-ри  | убит                        |                                                |
| 3 | поручик                       | Михаил Николаевич Перепелицин 2-ри | убит                        |                                                |
| 4 | поручик                       | Лев Петрович Кашерининов           | убит                        |                                                |
| 5 | подпоручик                    | Николай Константинович Шилдбах     | убит                        | препогребан в Русия                            |
| 6 | подпоручик                    | Александър Павлович Романов        | убит                        |                                                |
| 7 | подпоручик                    | Оскар Фридрихович фон Смит         | починал от раните           | умира на 15 октомври 1877 г., погребан в Телиш |
| 8 | прапорщик                     | Брор Густав Йоханович Гресбек      | убит                        |                                                |
|   | лейбгвардейски Драгунски полк |                                    |                             |                                                |
| 9 | прапорщик                     | Митрофан Ильич Екскузович          | убит                        | погребан в село Суботци, Херсонска губерния    |

## Памет
- На 17 октомври, един ден след превземането на село Телиш, са открити и пренесени в село Горни Дъбник телата на четирима от убитите офицери: полковник Отон Мебес, поручик Михаил Перепелицин 2-ри, подпоручик Николай Шилдбах и прапорщик Брор Гресбек. На 18 октомври след кратко опело и под звуците на траурния марш са погребани в обща братска могила постлана със слама. Отгоре върху гроба е поставен прост дървен кръст. На следващия ден е открито и погребано в същата могила тялото на капитан Базилевский 2-ри. Не са открити телата на поручик Лев Кашерининов и подпоручик Александър Романов, но по сведенията на пленените английски лекари са били с обгорели тела. Няколко дни след погребението и по желание на роднини, телата на полковник Отон Мебес и подпоручик Николай Шилдбах са ексхумирани и след балсамиране са транспортирани за погребение в Русия.

- Жестоката битка при Телиш изважда от строя повече от 900 руски офицери и войници. Костите на нисшите чинове са положени в 3 общи гроба, най-известният от които е наречен „Черният паметник“. Направен е от чугун и е подарен от Русия. Всяка година на 3 март, както и на 16 октомври, се почита паметта на загиналите войни.[12]
- Във връзка с трагичната съдба на лейбгвардейския Егерски полк при първата атака на Телиш, прочутият руски художник Василий Верешчагин създава две картини: „Победители“ и „Победени“ („Панихида на убитите войни“). „Победители“ изобразява маскарада на турските войници на полето на боя, преобличащи се с руски униформи и ботуши, снети от убитите и ранените. На преден план в тревата се виждат обезглавените тела на руски войници. Картината „Победени“ показва бойното поле, осеяно с труповете на егерите след атаката на село Телиш и две фигури – свещеник и офицер, които извършват панихида за душите на мъртвите герои.

| „           | Мили татко, ще получиш това писмо, когато аз няма да съществувам. Утре отивам да превземем редутите край Телиш и Горни Дъбник. Сбогом, задочно ви целувам. Предайте последния ми поздрав на всички роднини и приятели. Особено на Женя. Нещо ме гъделичка около очите и неволно ми иде на ум, че аз повече няма да видя този свят. | “ |
| Ваш Николай | |   |

Авторът на това трогателно писмо е Николай Константинович Шилдбах, подпоручик от лейбгвардейския Егерски полк, роден на 4 август 1855 г. Предчувствията на младия воин не го лъжат – той загива на 12 октомври 1877 г. в боевете и е погребан край село Телиш. Името му е написано върху паметника – братска могила на загиналите руски воини от лейбгвардейския Егерски полк край село Телиш и на северната мемориална плоча на параклиса мавзолей „Свети Георги Победоносец“ в центъра на Плевен. Предсмъртното писмо, написано на бланка с молив, е донесено в Плевен от родственицата на семейството Марина Дружинина. Когато веднъж подреждала архивите, в старинно бюро намерила сгънато листче с надпис „Предсмъртно писмо на Н. Шилдбах“. Решила, че мястото на това писмо е в България, там където Николай се е сражавал за свободата на българския народ и където се намира неговият гроб.
| „ | Когато го донесох – казва тя, – камък ми падна от душата. Изпълних дълга си към паметта на Николай. | “ |

## Паметници
| № | паметник на | местонахождение                                                                                    | изображения | изображения | изображения |
| - | --- | -------------------------------------------------------------------------------------------------- | ----------- | ----------- | ----------- |
| 1 | лейбгвардейски Егерски полк - полковник Мебес - капитан Базилевский 2-ри - поручик Перепелицин 2-ри - поручик Кашерининов - подпоручик Шилдбах - подпоручик Романов - подпоручик фон-Смит - прапорщик Гресбек | Телиш местност Голям редут 43°19′35.8″ с. ш. 24°16′05.9″ и. д. / 43.326611° с. ш. 24.268306° и. д. |             |             |             |
| 2 | лейбгвардейски Егерски полк - 674 нисши чина | Телиш местност Голям редут 43°19′32″ с. ш. 24°16′13.1″ и. д. / 43.325556° с. ш. 24.270306° и. д.   |             |             |             |
| 3 | лейбгвардейски Егерски полк - 674 нисши чина | Телиш местност Голям редут 43°19′33.5″ с. ш. 24°16′16.4″ и. д. / 43.325972° с. ш. 24.271222° и. д. |             |             |             |
| 4 | 3-та батарея от 1-ва лебгвардейска артилерийска бригада - бомбардир Симеон Антимов - канонир Кузьма Пашкев | Телиш местност Голям редут 43°19′35.4″ с. ш. 24°16′06″ и. д. / 43.3265° с. ш. 24.268333° и. д.     |             |             |             |

## Галерия руски офицери
- Генерал-лейтенант Йосиф Гурко
- Полковник Алексей Челищев, командир на лебгвардейски Егерски полк
- Генерал-майор Теофил Мейендорф, командир на лебгвардейски Хусарски полк
- Полковник Григорий Ковалевски, командир на лебгвардейски Драгунски полк
- Полковник Отон Мебес, убит на 12 октомври 1877 г.
- Капитан Павел Базилевски, убит на 12 октомври 1877 г.
- Поручик Михаил Перепелицин, убит на 12 октомври 1877 г.
- Поручик Лев Кашерининов, убит на 12 октомври 1877 г.
- Подпоручик Николай Шилдбах, убит на 12 октомври 1877 г.
- Подпоручик Николай Шилдбах, убит на 12 октомври 1877 г.
- Подпоручик Александър Романов, убит на 12 октомври 1877 г.
- Подпоручик Оскар фон Смит, починал от раните получени на 12 октомври 1877 г.
- Прапоршчик Брор Гресбек, убит на 12 октомври 1877 г.
- Прапоршчик Митрофан Екскузович, убит на 12 октомври 1877 г.